# Хмельове (Бердичівський район)
Хмельове (колишня назва хутір Білоцерківка) — селище в Україні, в Бердичівському районі Житомирської області. Населення становить 308 осіб.
Сучасна назва — з 27 червня 1969 року.

## Історія
У 1906 році хутір Солотвинської волості Житомирського повіту Волинської губернії. Відстань від повітового міста 39 верст, від волості 12. Дворів 1, мешканців 5.

## Населення
Згідно з переписом УРСР 1989 року чисельність наявного населення селища становила 311 осіб, з яких 146 чоловіків та 165 жінок.
За переписом населення України 2001 року в селищі мешкало 307 осіб.

### Мова
Розподіл населення за рідною мовою за даними перепису 2001 року:
| Мова       | Відсоток |
| ---------- | -------- |
| українська | 98,38 %  |
| російська  | 1,62 %   |

## Персоналії
- Бей Микола Митрофанович (1924—2012) — учасник Другої світової війни та партизанського руху, лікар-хірург, онколог. Почесний громадянин Бердичівського району.
- Рудь Михайло Борисович (1988—2022) — сержант Збройних Сил України, учасник російсько-української війни, що загинув у ході російського вторгнення в Україну в 2022 році.